# Christabel Pankhurst
Dame Christabel Harriette Pankhurst (født 22. september 1880 i Manchester, død 13. februar 1958 i Los Angeles) grundlagde sammen med sin mor Emmeline Pankhurst og sin søster Sylvia Pankhurst en bevægelse for Kvinders valgret med oprindelse i Storbritannien; Women's Social and Political Union (WSPU). I daglig tale blev de kaldt for suffragetter.
Christabel Pankhurst ledte WSPU's militante handling fra sit eksil i Frankrig fra 1912 till 1913. 1914 blev hun en glødende tilhænger af krigen mod Tyskland. Efter krigen flyttede hun til USA, hvor hun blev prædikant for Kristi genkomst-bevægelsen.

## Litterærtur
- Christabel Pankhurst, Pressing Problems of the Closing Age (Morgan & Scott Ltd., 1924).
- Christabel Pankhurst, The World's Unrest: Visions of the Dawn (Morgan & Scott Ltd., 1926).
- David Mitchell, Queen Christabel (MacDonald and Jane's Publisher Ltd., 1977) ISBN 0-354-04152-5
- Barbara Castle, Sylvia and Christabel Pankhurst (Penguin Books, 1987) ISBN 978-0-14-008761-1.
- Timothy Larsen, Christabel Pankhurst: Fundamentalism and Feminism in Coalition (Woodbridge, Boydell Press, 2002), 168 s.